# 記平佳枝
記平 佳枝（きひら よしえ、1932年〈昭和7年〉3月28日 - ）は、日本の元女優。本名は記平 よしえ。夫は東宝専属俳優の岡豊（2000年死別）。
東京府東京市浅草区（現在の東京都台東区）出身。

## 来歴・人物
1949年（昭和24年）、東京都立浅草高等女学校（現在の東京都立浅草高等学校）を卒業し東京家政学院大学に進学するが、ほどなく中退し文学座演劇研究所に入る。同期に内田稔、岸田今日子、矢吹寿子がいた。
1950年（昭和25年）、興行師の祖父と懇意だった徳川夢声の推薦で東宝と専属契約を結び、同年の杉江敏男監督映画『東京の門』で映画デビュー。同期に中島春雄がいる。その後も東宝で東宝特撮や社長シリーズなど、ジャンルを問わず多くの作品に出演。
1971年（昭和46年）、東宝専属制度廃止に伴い、加藤茂雄、今井和雄、門脇三郎、向井淳一郎、東静子、川口節子らと共に新星プログループに所属し、1990年代まで映画やテレビドラマに出演した。現在は芸能界を引退している。

## 逸話
- 文学座演劇研究所の研究生時代、記平自身が照れ性であったことから、幹部である杉村春子が「あの子は大人し過ぎるから、辞めさせてお嫁に行った方がいいですよ。」と両親に忠告し、珍しく立腹したと述懐している[2]。
- 1954年（昭和29年）に公開された黒澤明監督映画『七人の侍』において、背中に矢が刺さる百姓役として出演した際、仕掛けの狂いで本当に刺される憂き目に遭ったという[2]。

## 出演作品

### 映画
- 東京の門（1950年）
- 青い真珠（1951年） - 若い海女[2]
- ひまわり娘（1953年）
- 白魚（1953年） - 内儀
- 赤線基地（1953年） - キャンプのバスの乗客
- この恋!五千万円（1954年） - 海女
- 続坊っちゃん社員（1954年）
- 七人の侍（1954年） - 背中に矢が刺さる村人[5][注釈 1]
- 落語シリーズ 第二話 夏祭り落語長屋（1954年）
- 水着の花嫁（1954年）
- 恋愛特急（1954年）
- 潮騒（1954年）[注釈 1]
- ゴジラシリーズ
  - ゴジラ（1954年） - 看護婦[1][5][3][注釈 1]
  - モスラ対ゴジラ（1964年） - 浜風ホテルの客[3]、毎朝新聞記者[3]
  - 三大怪獣 地球最大の決戦（1964年） - 円盤クラブ会員[1][5][3]、公開番組の観客[3]、村人[3][注釈 1]
- 透明人間（1954年） - 透明人間に気付き悲鳴を上げる路面電車乗客[1][5][注釈 1]
- 続 天下泰平（1955年） - 女中
- 雪の炎（1955年） - ふさ
- ジャンケン娘（1955年）
- 吸血蛾（1956年） - 河野
- あの娘が泣いてる波止場（1956年）
- 大暴れチャッチャ娘（1956年）
- 現代の欲望（1956年）
- ロマンス娘（1956年）
- ある女の場合（1956年） - 久本家の女中B
- 若人の凱歌（1956年）
- 天上大風（1956年）
- 目白三平物語 うちの女房（1957年） - 旅館の売子
- 忘却の花びら 完結篇（1957年） - 看護婦
- 続 大番・風雲篇（1957年）
- 大学の侍たち（1957年）
- 遙かなる男（1957年）
- 狙われた娘（1957年）
- 愛情の都（1958年） - 小夜子
- 太鼓たゝいて笛吹いて（1958年） - 「たきのや」の女
- 若い獣（1958年）
- 花の慕情（1958年）
- おしゃべり奥様（1959年） - 福沢洋子
- 青春を賭けろ（1959年）
- 檻の中の野郎たち（1959年）
- 新・三等重役（1959年）
- 銀座退屈娘（1960年） - うずまきの女中
- 電送人間（1960年） - 見物客の女[8][注釈 1]
- 夜の流れ（1960年）
- 新・三等重役 亭主教育の巻（1960年）
- 社長シリーズ
  - 社長道中記（1961年）
  - 続・社長外遊記（1963年）
  - 続・社長紳士録（1964年） - 料亭「万代」の女中
  - 続・社長忍法帖（1965年） - 女中（万万）
  - 社長行状記（1966年）
  - 続・社長えんま帖（1969年）
- 妻として女として（1961年）
- アッちゃんのベビーギャング（1961年） - 社員の妻
- 猫と鰹節 ある詐話師の物語（1961年）
- サラリーマン権三と助十（1962年） - 女中
- どぶろくの辰（1962年）
- 愛のうず潮（1962年）
- 豚と金魚（1962年）
- 高校生と女教師 非情の青春（1962年）
- クレージー映画
  - ニッポン無責任時代（1962年） - 料亭の仲居
  - ニッポン無責任野郎（1962年） - 結婚式の客
  - クレージー作戦 くたばれ!無責任（1963年） - スーパーの女店員
- 箱根山（1962年）
- 妻という名の女たち（1963年）
- 女の歴史（1963年）
- お姐ちゃん三代記（1963年）
- 団地七つの大罪（1964年）
- 肉体の学校（1965年） - 料亭女中
- 続 西の王将・東の大将（1965年） - 料亭の仲居
- 狸の大将（1965年）
- ひき逃げ（1966年） - 高木はつ子
- 落語野郎 大脱線（1966年）
- あこがれ（1966年） - 修善寺女中
- 殺人狂時代（1967年）
- 伊豆の踊子（1967年）
- 若者よ挑戦せよ（1968年）
- 恋にめざめる頃（1969年） - 家政婦　芳江
- 赤毛(1969)
- 東宝8.15シリーズ
  - 激動の昭和史 軍閥（1970年）
  - 海軍特別年少兵（1972年）
- だまされて貰います（1971年） - 料亭の女将
- 呪いの館 血を吸う眼（1971年） - 看護婦A[9]
- 父ちゃんのポーが聞える（1971年） - 山下（こまどり学園看護婦長）
- 制服の胸のここには（1972年）
- 王将（1973年） - 長屋の女A
- 黄綬褒章（1973年）
- 人間革命（1973年）
- 華麗なる一族（1974年） - 看護婦
- しあわせ（1974年） - クリーノング店の客
- 喜劇 だましの仁義（1974年） - 保育園の留守番
- ノストラダムスの大予言（1974年） - 焼け出された女[10][注釈 2]
- 蔵王絶唱（1974年）
- 告訴せず（1975年）
- がんばれ!若大将（1975年）
- 青い山脈（1975年）
- 陽のあたる坂道（1975年） - 田代家の女中
- 妻と女の間（1976年）
- 続・人間革命（1976年） - 福田たけ
- 大空のサムライ（1976年） - 酒場の女[要出典]
- 岸壁の母（1976年）
- アラスカ物語（1977年） - ニルシーナ
- 悪魔の手毬唄（1977年）
- 白熱（1977年）
- 聖職の碑（1978年）
- 黄金のパートナー（1979年） - 神谷家の女中
- 地震列島（1980年）[注釈 1]
- あゝ野麦峠 新緑篇（1982年）
- クララ白書 少女隊PHOON（1985年）
- 春の鐘（1985年）
- トットチャンネル（1987年）
- マイフェニックス（1989年）
- 夢（1990年）
- あげまん（1990年） - 芸者
- おろしや国酔夢譚（1992年） - 土民
- 勝利者たち（1992年） - 神尾八重

### テレビドラマ
- ウルトラQ 第11話「バルンガ」（1966年、TBS） - 看護婦[2]
- 火曜日の女シリーズ「人喰い」（1970年、日本テレビ）
- ファイヤーマン 第8話「恐怖のミクロ怪獣」（1973年、NTV） - みどり台団地の住人[注釈 1]
- 剣客商売 第4話「井関道場・四天王」（1973年、フジテレビ・東宝） - よろず屋女将
- 冬物語（1973年、NTV）
  - 第22話「残された時間」 - 女の患者
  - 第23話「雲への階段」
- 荒野の用心棒 第18話「黒い陰謀は波涛を越えて…」（1973年、NET）
- 太陽にほえろ!（1977年、NTV・東宝） 第234話「おさな子」 - 山村の隣人
- ムーンスパイラル 第3話「天使の囚人」（1996年、テレビ東京） - おばさん